# Trilogy (album d'Yngwie Malmsteen)
Pour les articles homonymes, voir Trilogy.
Albums de Yngwie Malmsteen
Marching Out
(1985) Odyssey
(1988)
Trilogy est le troisième album d'Yngwie Malmsteen publié en 1986. D'un ton plus FM, il dénote une première tentative de séduction des médias avec le classique You don't Remember I'll Never Forget. Très composé et concis, il contient ce que beaucoup considèrent comme LA référence instrumentale néoclassique des années 80 : Trilogy Suite Opus 5. Cet album se classe n°44 du Billboard Top 200 le premier novembre 1986.

## Musiciens en studio
- Yngwie Malmsteen : guitare et basse
- Mark Boals : chant
- Anders Johansson : batterie
- Jens Johansson : claviers

## Musiciens additionnels de tournée
- Wally Voss : basse, apparait dans le video clip de You Don't Remember, I'll Never Forget
- Jeff Scott Soto : chant, remplace en novembre 1986 Mark Boals exclu de la formation après une bagarre avec Yngwie Malmsteen

## Titres
Toutes les chansons sont écrites et composées par Yngwie Malmsteen.
| 1.    | You Don't Remember, I'll Never Forget | 4:30 |
| 2.    | Liar                                  | 4:09 |
| 3.    | Queen in Love                         | 4:04 |
| 4.    | Crying                                | 5:04 |
| 5.    | Fury                                  | 3:56 |
| 6.    | Fire                                  | 4:12 |
| 7.    | Magic Mirror                          | 3:53 |
| 8.    | Dark Ages                             | 3:54 |
| 9.    | Trilogy Suite Op:5                    | 7:16 |
| 40:58 |                                       |      |

## Autour de l'album
- You Don't Remember, I'll Never Forget a eu l'honneur d'être sorti en single avec un clip où l'on voyait le décor de scène de la tournée. Les paroles sont un hommage posthume au premier ministre suédois Olof Palme, assassiné dans des circonstances jamais élucidées en février 1986. La voiture dans le clip, une Jaguar XKE, sera démolie le 22 janvier 1987 lorsqu'Yngwie fera une sortie de route tôt le matin en revenant ivre et sous influence d'un magasin où il était allé acheter de la bière. Cet accident l'a plongé dans huit jours de coma tandis que son passager Peter Rooth a eu la mâchoire cassée.
- Liar est une composition à l'encontre du bassiste Marcel Jacob qui a quitté le groupe en très mauvais terme avec Malmsteen en 1985.
- Il n'y a que deux instrumentaux sur l'album, prouvant que Malmsteen avait raison lorsqu'il disait que c'est sous l'impulsion de son label japonais, Polydor KK, que son premier disque était quasi-instrumental.
- Le nom de l'album provient du dernier instrumental, celui-ci étant en trois parties, formant un triptyque, ou trilogie.
- Il existe une démo de Magic Mirror sur le bootleg Rehearsal '83. De celle-ci ne subsiste que le pont avant le refrain.
- Rigmor Malmsteen, la mère d'Yngwie, souhaitait qu'il appelle l'instrumental Crying Michaelangelo, mais le ton de ce titre étant assez triste, le guitariste préféra garder son idée.
- Yngwie a déclaré être surpris de la qualité de cet album car à l'époque de sa conception, c'était le chaos permanent dans sa vie entre les frasques des frères Johansson puis l'alcool et la drogue qui n'arrangeaient rien. Il semblait même douter à l'époque de pouvoir arriver à sortir un disque avec tous les petits bouts enregistrés ici et là, sans réelle cohésion.

## Charts
| Year | Chart         | Position |
| ---- | ------------- | -------- |
| 1987 | Billboard 200 | 44       |